# Myriotrema immersum
Myriotrema immersum är en lavart som först beskrevs av Eschw., och fick sitt nu gällande namn av Hale 1980. Myriotrema immersum ingår i släktet Myriotrema och familjen Thelotremataceae.   Inga underarter finns listade i Catalogue of Life.